# Duck Lake (circonscription saskatchewanaise)
Pour les articles homonymes, voir Duck Lake.
Circonscription électorale provinciale du Canada
Duck Lake est une ancienne circonscription électorale provinciale de la Saskatchewan au Canada. Elle est représentée à l'Assemblée législative de la Saskatchewan de 1908 à 1912.

## Liste des députés
| Parlement                             | Années    | Député    | Député                             | Parti     |
| Duck Lake                             | Duck Lake | Duck Lake | Duck Lake                          | Duck Lake |
| ------------------------------------- | --------- | --------- | ---------------------------------- | --------- |
| 2e                                    | 1908–1912 |           | William Ferdinand Alphonse Turgeon | Libéral   |
| Circonscription abolie, voir Humboldt |           |           |                                    |           |